# 第90独立空中機動大隊 (ウクライナ空中機動軍)
第90独立空中機動大隊（だい90どくりつくうちゅうきどうだいたい、ウクライナ語: 90-й окремий аеромобільний батальйон）は、ウクライナ空中機動軍の大隊。第81独立空中機動旅団隷下。

## 概要

### ドンバス戦争
2014年9月15日、ドンバス戦争の影響に伴い、第95独立空中機動旅団の抽出人員を基幹に、ドネツィク州コンスタンチノフカで創設された。
2014年10月7日、新編された第81独立空中機動旅団隷下に配属された。
2014年11月から、ドンバス戦争に投入され、東部ドネツィク州に配備された。
2015年12月30日、ペトロ・ポロシェンコ大統領から、名誉称号「イヴァン・ズブコフ」を授与された。

### ロシアのウクライナ侵攻

#### 北東部・イジューム戦線
2022年2月24日から、ロシアのウクライナ侵攻では、東部ドネツィク州と接する北東部ハルキウ州イジューム地区に配備されたが、ロシア軍の2個大隊戦術群に対して100人で防御して4月上旬にイジュームは陥落した。

#### 東部・北ドネツク戦線
2022年4月、東部ドネツィク州クラマトルシク地区に再配置されたが、第1中隊長と第3中隊長が戦死し、6月上旬までにリマン、スヴャトヒルシクが陥落した。
2022年11月17日、ウォロディミル・ゼレンスキー大統領から、勇気と勇敢さに対する栄誉賞を授与された。

## ギャラリー

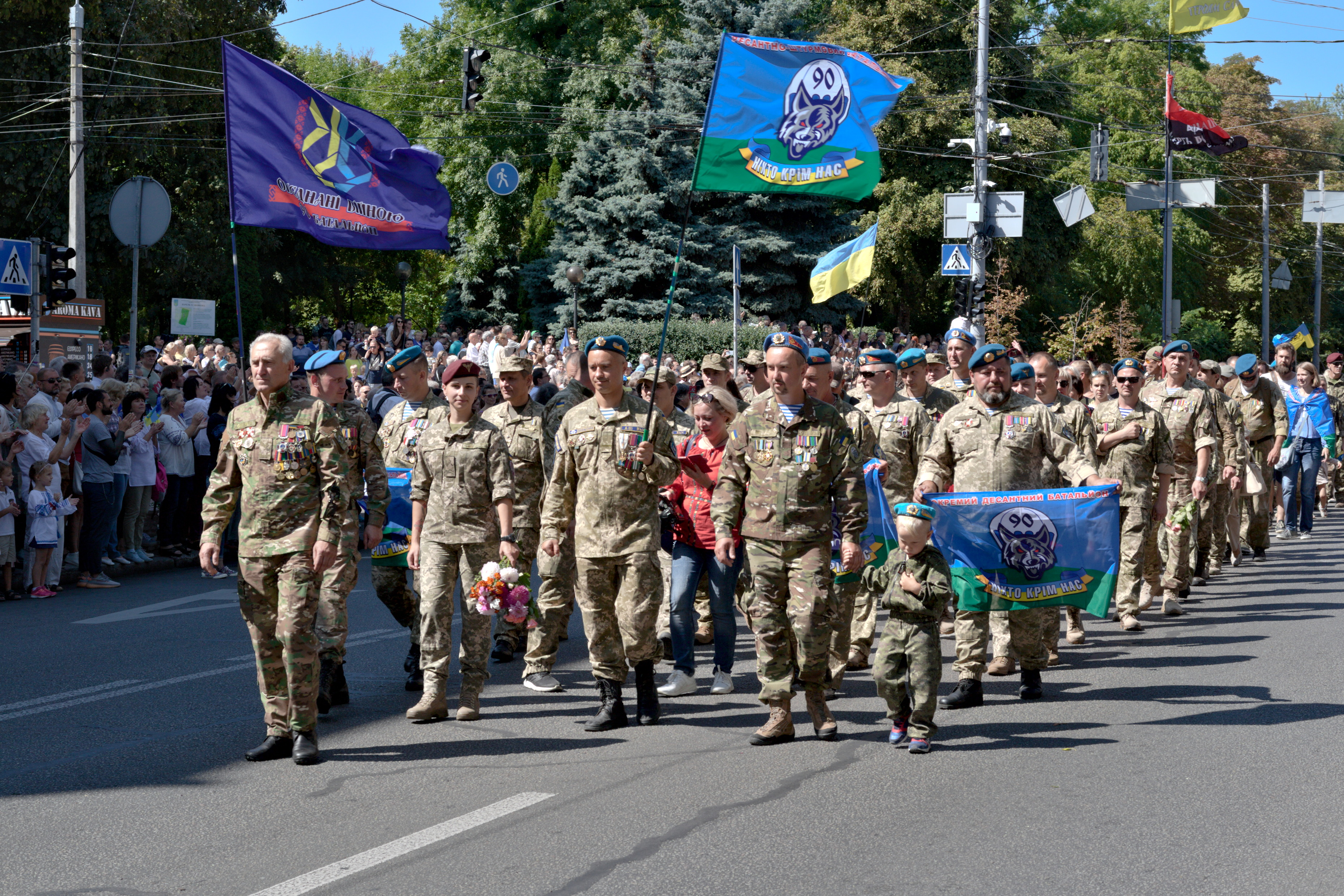

## 編制
- 大隊本部（コンスタンチノフカ）
- 第1中隊
- 第2中隊
- 第3中隊
- 迫撃砲中隊
- 防空小隊
- 偵察小隊
- 工兵小隊
- 補給小隊
- 通信小隊
- 衛生班